# Alan Parsons
Alan Parsons OBE (* 20. Dezember 1948 in London) ist ein britischer Musiker, Tontechniker und Produzent sowie Mitgründer von The Alan Parsons Project.

## Leben
Alan Parsons wuchs in einer Künstlerfamilie auf. Seine Mutter war Schauspielerin, Sängerin und Harfenistin. Sein Vater, Denys Parsons, war ein versierter Pianist und Flötist. Parsons Urgroßvater war der gefeierte Schauspieler/Manager Sir Herbert Beerbohm Tree, Oliver Reed, Filmschauspieler, war sein Cousin. Sein Onkel David Tree war ebenfalls ein Film- und Bühnenschauspieler. Als Kind lernte Parsons Klavier, zudem Gitarre und Flöte. Sein Werdegang zum Toningenieur erfolgte in den Abbey Road Studios in London, als er – erst 19 Jahre alt – einen Job in diesen Studios bekam. Als Assistenz-Toningenieur war er an den Aufnahmen der Beatles-Alben Abbey Road (1969) und Let It Be (1970) beteiligt. Außerdem war er verantwortlich für die Pink-Floyd-Alben Atom Heart Mother (1970) und The Dark Side of the Moon (1973), mit dem er seinen Durchbruch als gefragter Toningenieur hatte. Danach saß er für Künstler wie Pilot, Steve Harley, John Miles und Al Stewart am Mischpult.
Als kreativer Kopf mit vielen Ideen für Lieder erwies sich Eric Woolfson, den Parsons während der Arbeit in den Abbey Road Studios kennenlernte. 1976 adaptierten Parsons und Woolfson diverse Geschichten von Edgar Allan Poe und formten mit Gastmusikern (mehrheitlich Ex-Pilot-Mitglieder) daraus das Album Tales of Mystery and Imagination, das sie unter dem Namen „The Alan Parsons Project“ veröffentlichten. Ihren ersten Top-10-Erfolg hatten sie Ende 1979 in Deutschland mit dem Instrumentalstück Lucifer aus dem Album Eve. Parsons war Produzent und Toningenieur der Filmmusik zu Richard Donners Film „Der Tag des Falken“ (Ladyhawke) (1985), die von Andrew Powell im typischen Alan-Parsons-Project-Stil komponiert wurde, allerdings auch komplett instrumental ist.
1990 endete die Zusammenarbeit mit Woolfson. Parsons veröffentlichte danach – zum Teil mit alten Kollegen aus Project-Tagen wie Stuart Elliott (Schlagzeug) und Ian Bairnson (Gitarre) – mit mäßigem Erfolg weitere Alben: Try Anything Once (1993) und On Air (1996) sind im klassischen Rockstil gehalten. Auf den folgenden Alben The Time Machine (1999) und A Valid Path (2004) ist ein Übergang zu Electronica festzustellen. 2013 produzierte er zusammen mit dem dreifach Grammy-nominierten Progrock-Musiker Steven Wilson dessen drittes Solo-Album The Raven That Refused to Sing (And Other Stories).
Nach 12 vorangegangenen Nominierungen ohne Sieg gewann Alan Parsons bei den Grammy Awards 2019 für seine Arbeit als Toningenieur des Mixes und des Audio-Masterings sowie als Produzent des Surround Sounds der Wiederveröffentlichung des Alan Parsons Project Albums Eye In The Sky – 35th Anniversary Edition die Auszeichnung für das Best Immersive Audio Album. Er erhielt die Ehrung zusammen mit dem Toningenieur Dave Donelly und P.J. Olsson, der auch als Sänger für Parsons Band tätig ist. Nach 15-jähriger Pause wurde am 26. April 2019 ein neues Album mit dem Titel The Secret veröffentlicht. Ebenfalls 2019 nahm Alan Parsons als Gaststar an der Konzertreihe Night of the Proms teil.

## Privates
Parsons lebt mit seiner zweiten Frau Lisa in Santa Barbara, Kalifornien und hat mit ihr zwei Töchter. Aus seiner ersten Ehe hat er zwei Söhne.

## Diskografie (Solo)

### Studioalben
- 1993: Try Anything Once
- 1996: On Air
- 1999: The Time Machine
- 2004: A Valid Path
- 2019: The Secret
- 2022: From the New World

### Livealben
- 1994: Alan Parsons Live
- 2010: Eye 2 Eye: Live in Madrid
- 2013: LiveSpan
- 2021: The Neverending Show – Live in the Netherlands
- 2022: One Note Symphony – Live in Tel Aviv (mit dem Israel Philharmonic Orchestra)

### Compilations
- 2004: Old And Wise (Greatest Hits)
- 2005: The Best Of
- 2006: The Hit-Collection
- 2006: The Best Of Alan Parsons: Live Sessions & Selected Studio Tracks

### Singles
- 1993: Turn It Up
- 1994: Wine From The Water
- 1994: Oh Life (There Must Be More)
- 1994: Luciferama (Live)
- 1994: The Raven (Live)
- 1995: You’re The Voice (From The World Liberty Concert®) & Chris Thompson
- 1995: Limelight
- 1995: The Very Best Live
- 1996: So Far Away & Christopher Cross
- 1996: Brother Up In Heaven
- 1996: Apollo
- 1996: Too Close To The Sun
- 1997: I Can’t Look Down
- 1997: Fall Free
- 1999: Out Of The Blue
- 1999: The Time Machine
- 1999: The Very Last Time
- 2004: More Lost Without You

### Eigenständige Singles
Die Lieder der nachfolgenden Singles sind zunächst nicht in Verbindung mit Alben oder Kompilationen, sondern als eigenständige Veröffentlichungen auf CD, Vinyl oder als Download erschienen.
- 2010: All Our Yesterdays[7]
- 2013: Fragile[8]
- 2015: Do You Live At All[9]

### DVDs, VHS
- 1993: Turn It Up
- 1996: On Air E.P.K.
- 2005: Live In Madrid
- 2011: Art & Science Of Sound Recording

### The Alan Parsons Project Alben
- 1976: Tales of Mystery and Imagination
- 1977: I Robot
- 1978: Pyramid
- 1979: The Sicilian Defence (Veröffentlicht 2014)
- 1979: Eve
- 1980: The Turn of a Friendly Card
- 1982: Eye in the Sky
- 1984: Ammonia Avenue
- 1985: Vulture Culture
- 1985: Stereotomy
- 1987: Gaudi
- 1990: Freudiana als „Freudiana“
- 1991: Black Freudiana als „Freudiana“

### The Alan Parsons Project COMPILATIONS
- 1983: The Best of The Alan Parsons Project
- 1987: The Best of The Alan Parsons Project - vol. 2
- 1987: Limelight: The Best of The Alan Parsons Project
- 1988: The Instrumental Works
- 1989: Pop Classics
- 1991: Anthology
- 1992: The Ultimate Collection
- 1992: The Best of The Alan Parsons Project
- 1997: The Definitive Collection
- 1998: Gold Collection
- 1999: Master Hits (aka “Heritage Series”)
- 1999: Encore Collection (aka “Eye In The Sky” + extra tracks)
- 2002: Love Songs
- 2002: Works
- 2003: The Hits
- 2003: Silence & I: Very Best Of
- 2003: Platinum and Gold Collection
- 2004: Ultimate
- 2005: The Definitive Collection
- 2005: Eye in the Sky [Collectables]
- 2006: The Dutch Collection
- 2006: Days Are Numbers Collection
- 2007: The Essential Alan Parsons Project (3-CD Collection)
- 2007: The Essential Alan Parsons Project (2-CD Collection)
- 2007: The Essential Alan Parsons Project (1-CD Collection)

### The Alan Parsons Project EPs
- 1981: An Eye Opener
- 2015: Single Edits

### The Alan Parsons Project Singles
- 1976: Tales of Mystery and Imagination
- 1976: (The System of) Doctor Tarr and Professor Fether
- 1976: The Raven
- 1976: To One in Paradise
- 1977: Day After Day (The Show Must Go On)
- 1977: Hyper-Gamma-Spaces
- 1977: I Wouldn’t Want to Be Like You
- 1977: Don’t Let It Show
- 1978: I Robot
- 1978: Pyramania
- 1978: What Goes Up
- 1979: Lucifer
- 1979: Damned If I Do
- 1980: You Won’t Be There
- 1980: Snake Eyes
- 1980: The Gold Bug
- 1980: The Turn of a Friendly Card
- 1981: Games People Play
- 1981: Time
- 1982: Silence and I
- 1982: Sirius
- 1982: Eye in the Sky
- 1982: Psychobabble
- 1982: Old and Wise
- 1983: You Don’t Believe
- 1984: Don’t Answer Me
- 1984: Prime Time
- 1985: Let’s Talk About Me
- 1985: Days Are Numbers (The Traveller)
- 1985: Stereotomy
- 1986: La Sagrada Familia
- 1986: Limelight
- 1987: Closer to Heaven
- 1987: Standing on Higher Ground
- 1990: Freudiana als „Freudiana“
- 1990: Little Hans als „Freudiana“